# بيير بيرج
بيير بيرج (بالفرنسية: Pierre Bergé)‏ (مواليد 14 نوفمبر 1930 - 8 سبتمبر 2017) هو رجل أعمال في الصناعة وشريك فرنسي. هو مؤسس مشارك في بيت أزياء إيف سان لوران وشريك تجاري لمدة طويلة مع مصمم الأزياء إيف سان لوران.

## أوسمة
- الوسام العلوي من درجة الحمالة الكبرى (2016)[3]‘.[4]

## روابط خارجية
- بيير بيرج على موقع IMDb (الإنجليزية)
- بيير بيرج على موقع مونزينجر (الألمانية)
- بيير بيرج على موقع ألو سيني (الفرنسية)
- بيير بيرج على موقع قاعدة بيانات الفيلم (الإنجليزية)